# Nikołaj Daskałow
Nikołaj Daskałow (bułg. Николай Даскалов, ur. 1939 w Brestniku) – bułgarski slawista, rusycysta i polonista, badacz literatury polskiej oraz polsko-bułgarskich związków literackich, profesor Uniwersytetu im. św. Cyryla i Metodego w Wielkim Tyrnowie w Bułgarii.

## Życiorys
W 1965 roku ukończył filologię bułgarską i rosyjską na Uniwersytecie Sofijskim. Od 1982 roku jest profesorem nadzwyczajnym na Uniwersytecie im. św. Cyryla i Metodego w Wielkim Tyrnowie. W znaczący sposób przyczynił się do rozwoju tamtejszej polonistyki: był współzałożycielem kierunku filologia słowiańska ze specjalizacją język polski i literatura polska oraz Katedry Slawistyki (1995). W 2002 roku założył Centrum Polonijne. Przez dziesięć lat, do 2005 roku, pełnił funkcję kierownika Katedry Slawistyki. W latach 1996–2003 był dziekanem Wydziału Filologicznego. W roku 2002 uzyskał tytuł profesora zwyczajnego.
Jego zainteresowania badawcze koncentrują się wokół twórczości Henryka Sienkiewicza, Adama Mickiewicza, Bolesława Prusa oraz Stefana Żeromskiego.
W 2014 roku odznaczony Krzyżem Kawalerskim Orderu Zasługi Rzeczypospolitej Polskiej.

## Wybrane publikacje
- Nikołaj Daskałow: „Quo vadis”: poziomy recepcji w Bułgarii. „Postscriptum Polonistyczne 2013, nr 2: Polonistyka w Bułgarii: wczoraj i dziś, red. K. Bachnewa, M. Grigorowa, G. Symeonowa-Konach, J. Tambor, s. 137–162. ISSN 1898-1593.
- Nikołaj Daskałow: Osporvani šedʹovri: Quo vadis – Henrik Senkevič, Faraon – Boleslav Prus, Pepeliŝa – Stefan Žeromski.. Sofia: Universitetsko izdatelstvo Sv. Kliment Ohridski, 1994. ISBN 9540701163.
- Nikołaj Daskałow. Sûžetite na istoriâta i revanšt na duha: (polskata epopejna os „Quo vadis” – „Faraon” – „Pepeliŝa”). Veliko Trnovo: Universitetsko Izdatelstvo „SV. sv. Kiril i Metodij”, 2001. ISBN 9545242876.